# Fulanita y sus menganos
Fulanita y sus menganos, es una película española cómica dirigida por Pedro Lazaga y estrenada en el año 1976. Cuenta con el protagonismo de la entonces actriz erótica del momento, Victoria Vera.

## Argumento
Mapi, una joven y emprendedora mujer parte desde el aeropuerto de Barajas hasta París donde asiste al "Congreso Europeo de Mujeres de Vida Fácil" (sic) donde triunfa como delegada y llama la atención de Rene, un inspector de policía francés, que decide investigar su pasado.

## Reparto
- Victoria Vera: Mapi.
- Manolo Gómez Bur: Jaime.
- Antonio Vilar: el vizconde.
- Pedro Osinaga: Rene.
- Manolo Zarzo: Manolo.